# Borovany
Borovany (německy Forbes) jsou město ležící sedmnáct kilometrů jihovýchodně od Českých Budějovic, asi osm kilometrů severně od města Trhové Sviny. Žije zde přibližně 4 200 obyvatel, katastrální území měří 4 233 hektarů.

## Historie
První zmínky o Borovanech pochází již z roku 1186. Koncem 13. století vlastnil Borovany rod Vítkovců. Roku 1327 získal vesnici Vilém z Landštejna, jehož syn Vítek ji roku 1359 prodal Rožmberkům, čímž se stala součástí novohradského panství. Ke konci 14. století se v Borovanech vystřídalo několik majitelů, až se ve třicátých letech 15. století Borovany dostaly do majetku Petra z Lindy. Pocházel z Holandska a v Čechách sídlil v Českých Budějovicích. Část borovanského panství si koupil ve snaze dostat se mezi místní drobnou šlechtu. Po smrti jediného syna daroval Petr z Lindy svůj majetek borovanskému klášteru. Tento klášter řádu augustiniánů kanovníků založili Petr z Lindy s manželkou Annou dne 16. října roku 1455 na místě farního kostela ze 14. století pro jednoho převora a šest kanovníků, kteří přišli z Třeboně. Později se jejich počet rozrostl. Jejich kostel byl zasvěcen Navštívení Panny Marie.
Po smrti zakladatelů ve čtyřicátých letech 15. století převzal augustiniánský klášter pod svoji ochranu Jan z Rožmberka. V první polovině 16. století klášter začal upadat do dluhů a do sporů se sílící komunitou luteránů. Roku 1557 byl zasažen morovou epidemií, při které zemřel poslední probošt Šimon a v následujícím roce i administrátor Jeroným. Budoucnost řeholníků tak měl zcela ve své moci Vilém z Rožmberka, který dosadil do funkce „svého“ probošta Matěje Kozku z Rynárce a vyjádřil se, že žádné dluhy za klášter již nezaplatí. Nový probošt přestal přijímat nové řeholníky, roku 1564 svou funkci složil a klášter byl zrušen. Roku 1578 byly Borovany, kterých se ujali Rožmberkové, povýšeny na město.
Po vymření Rožmberků v roce 1611 zdědili jejich panství včetně Borovan Švamberkové. Avšak ti o svůj majetek přišli za účast na stavovském povstání a borovanské panství připadlo císaři a později zdejšímu klášteru, který byl císařem Ferdinandem II. roku 1630 obnoven. Řád augustiniánů ještě po zavedení církevních reforem Josefa II. věřil v pokračování činnosti, a proto 21. května 1784 zvolil nového probošta, Arnošta Steina. Ten se šesti kanovníky a sedmi laiky musel klášter 14. listopadu roku 1785 opustit. Zrušený klášter koupili Schwarzenbergové, jeho prelaturu přestavěli na zámek, který byl jejich letním sídlem. Roku 1850 se Borovany staly samostatnou obcí a roku 1973 obdržely status města.
Poutavý a zajímavý vhled do historie Borovan nabízí kniha Četnické humoresky z Borovan od autora Václava Šrola, vrchnícho strážmistra, který sepsal své vzpomínky o službě v Borovanech. Dvě z jeho povídek se staly součástí scénáře známých televizních Četnických humoresek.

## Členění města
Město se skládá ze sedmi částí, které jsou shodné s katastrálními územími
- Borovany (i název k. ú.)
- Dvorec (k. ú. Dvorec u Třebče)
- Hluboká u Borovan (i název k. ú.)

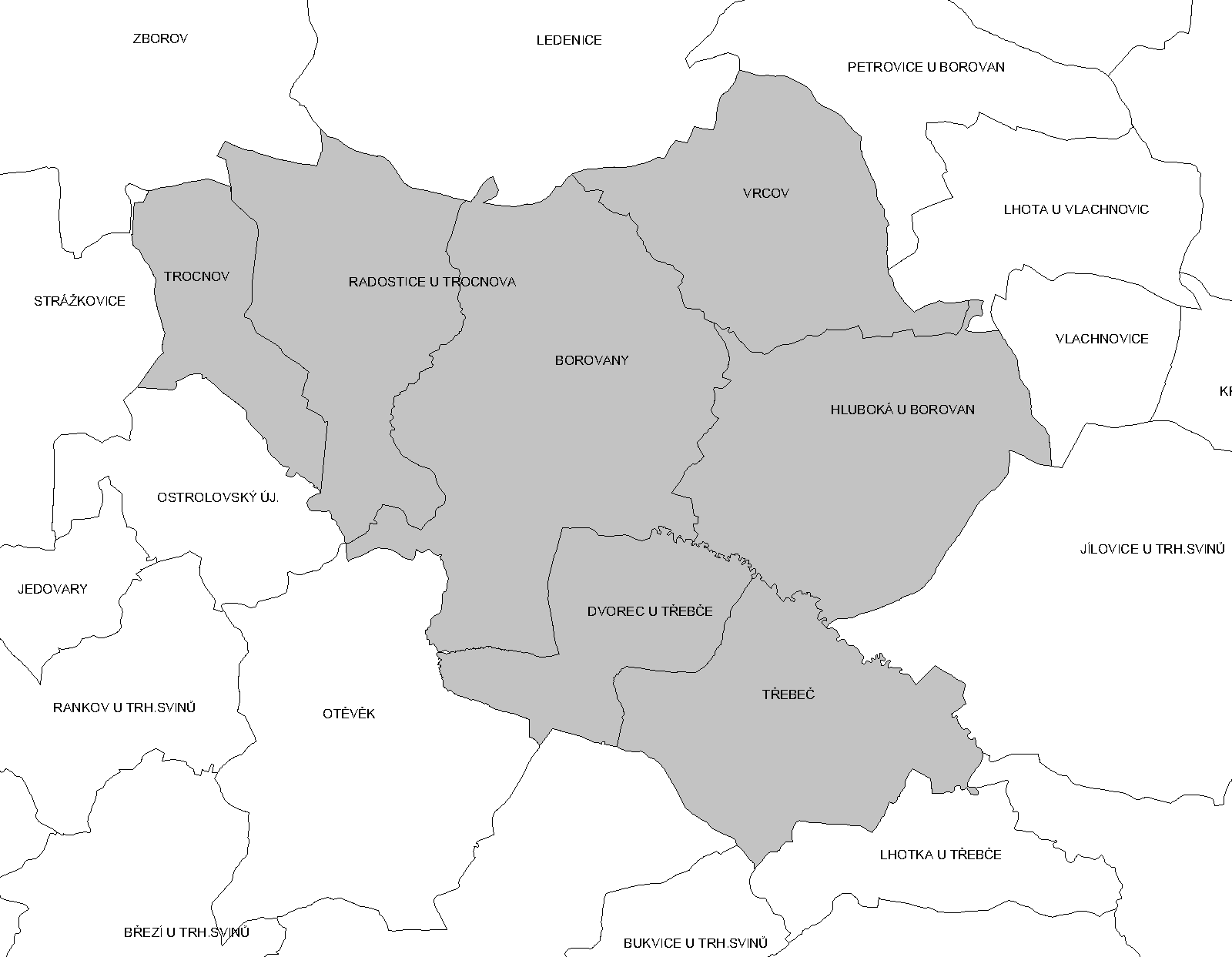
Katastrální členění Borovan

- Radostice (k. ú. Radostice u Trocnova)
- Trocnov (i název k. ú.)
- Třebeč (i název k. ú.)
- Vrcov, včetně ZSJ Chrastí (i název k. ú.)

Od 1. července 1975 do 23. listopadu 1990 k městu patřil i Ostrolovský Újezd.

## Starostové
V letech 1990–2014 byl starostou PhDr. Stanislav Malík.
Od roku 2014 jím byl Ing. Petr Jenkner a od roku 2023 je starostou Vít Fialka.

## Kultura a sport
Tradiční akcí města je Borůvkobraní. Slavnosti borůvek probíhají tradičně v areálu kláštera. Na nádvoří je obvykle možné zhlédnout řemeslné jarmarky, ukázky výroby rukodělných výrobků a další kulturní program. Součástí bývá také vystoupení písničkářů, kejklířů a folklórních souborů. Především jde ale o svátek borůvek. Na místě se lze dozvědět informace o pěstování borůvek, džemování a podobně. První ročník borůvkobraní proběhl v roce 2006.

### Spolky

#### Loutkářský soubor Jiskra
Loutkářský soubor Jiskra byl založen v roce 1955 místní organizací Československé požární ochrany (ČSPO), proto zprvu nesl název Hasičský loutkářský soubor. Název Jiskra používá od roku 1976. První pohádka byla uvedena 25. prosince 1955 na zámku v Malovaném sále. Později se hrála představení v přízemí, až soubor nastálo usídlil v nové budově vystavěné pro tyto účely mezi lety 1968 až 1970 s u místní hasičárny, kde funguje dodnes.

#### Sportovně střelecký klub Borovany
Střelnice klubu vznikla v roce 1998 s možností střelby na kulové a brokové části a od roku 2014 vlastní posudek od certifikovaného balistika. Sportoviště disponuje kulovou střelnicí s délkou 50 metrů a 20 stavy pro střelce. Na brokové střelnici se nachází malá a velká věž s asfaltovými holuby.

## Průmysl
Na severním okraji katastru na hranicích s Ledenicemi se nachází ložisko křemeliny a keramických jílů, největší v Čechách. Od roku 1909 zde prováděl těžbu a zpracování podnik Calofrig, od roku 2003 dceřiná společnost firmy Lasselsberger. Rozvoj těžby proběhl zejména po první a poté i druhé světové válce a v sedmdesátých letech 20. století.

## Obyvatelstvo
| Rok       | 1869 | 1880 | 1890 | 1900 | 1910 | 1921 | 1930 | 1950 | 1961 | 1970 | 1980 | 1991 | 2001 | 2011 |
| --------- | ---- | ---- | ---- | ---- | ---- | ---- | ---- | ---- | ---- | ---- | ---- | ---- | ---- | ---- |
| Obyvatelé | 881  | 1007 | 929  | 988  | 1138 | 1108 | 1130 | 1089 | 1343 | 1457 | 2039 | 2437 | 2626 | 2837 |
| Domy      | 130  | 148  | 140  | 150  | 160  | 171  | 202  | 245  | 269  | 302  | 364  | 447  | 502  | 606  |

## Doprava
Městem prochází dvě silnice druhé třídy. Jsou to od Českých Budějovic na Trhové Sviny silnice II/157 a od Třeboně na Římov silnice II/155. V jižní části města se nachází železniční nádraží Borovany na trati č.199, založené již v roce 1869, spojující České Budějovice s rakouským městem Gmünd. Trať byla v roce 2009 elektrifikována.

## Pamětihodnosti
- Bývalý augustiniánský klášter
- Kostel Navštívení Panny Marie s farou
- Kamenný most přes Stropnici
- Radnice čp. 106–108 na Žižkově náměstí
- Pranýř
- Sousoší svatého Jana Nepomuckého s anděly

## Ochrana přírody
- Brouskův mlýn (národní přírodní rezervace)
- Stropnice (evropsky významná lokalita)
- Žemlička (přírodní památka)

## Osobnosti

### Rodáci
- Theodor Wagner (1818–1892), třeboňský archivář a historik[17]
- Václav Havelka (1885–), operní pěvec[17]
- Stanislava Kautmanová (1902–1982), autorka knih pro mládež[17]
- Emil Bican (1916–1991), fotograf a fotožurnalista
- Miroslav Martan (1919–2003), ekonom, spisovatel a překladatel
- Čestmír Hofhanzl (1941–2020), politik, poslanec a biolog

### Významné osobnosti
- Jan Žižka z Trocnova a Kalicha (1360–1424), český husitský vojevůdce. Narozený v Trocnově, dnes části Borovan. Proslul jako neporazitelný velitel husitských vojsk.
- Augustin Dubenský (1697–1774), augustiniánský kanovník. Narozený v Trhových Svinech, zemřel v Borovanech.
- Jakub Krčín z Jelčan (1535–1604), významný správce rožmberského panství a regent, který se podílel na stavbě nové prelatury – nynějšího zámku v Borovanech.
- Petr z Lindy, Bohatý kupec z Českých Budějovic, zakladatel augustiniánského kláštera v Borovanech v roce 1455.[18]
- Tomáš Verner (* 1986), mistr Evropy v krasobruslení, který v Borovanech žil.

## Galerie

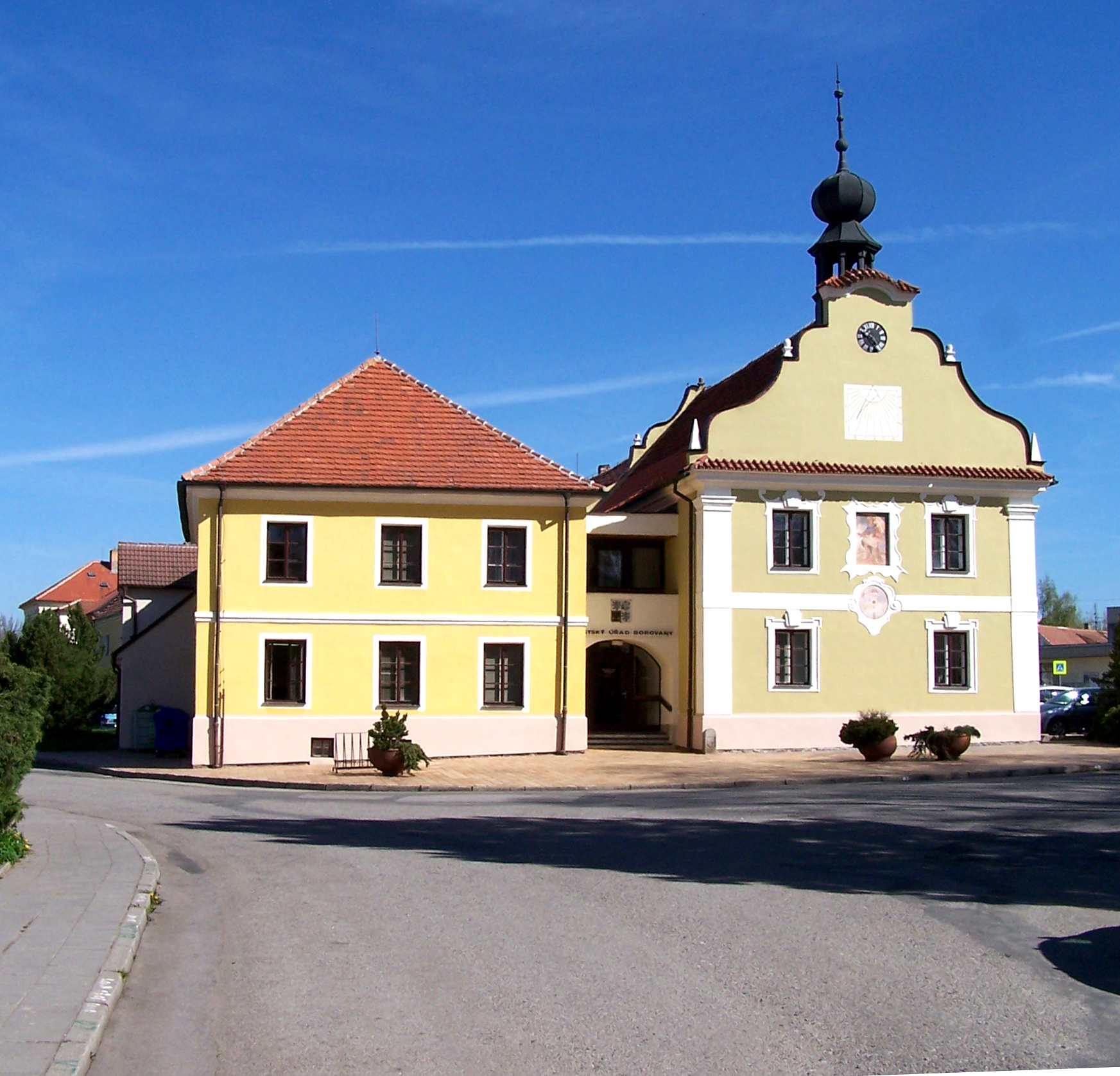
Radnice na náměstí v Borovanech
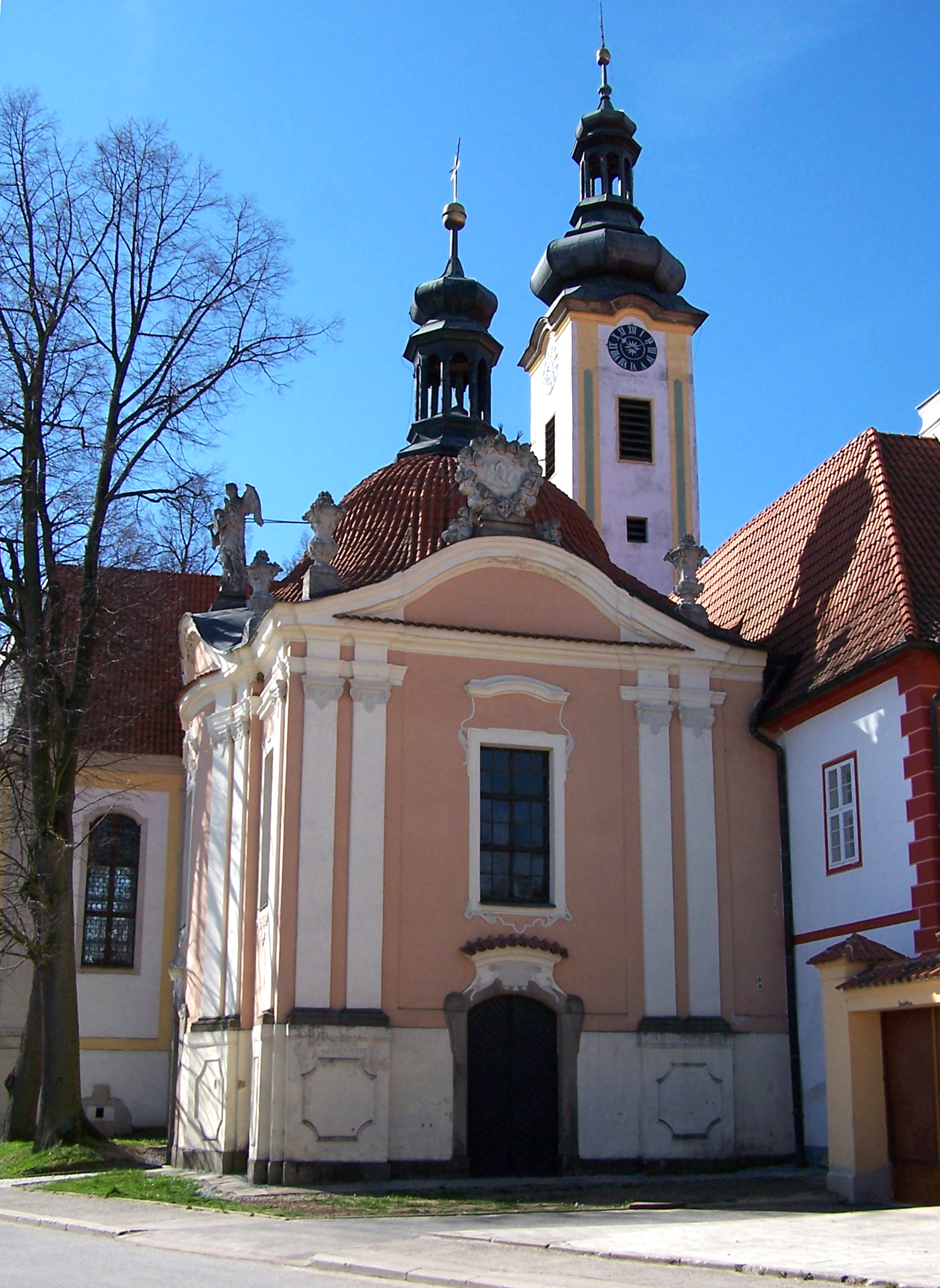
Kostel Navštívení Panny Marie
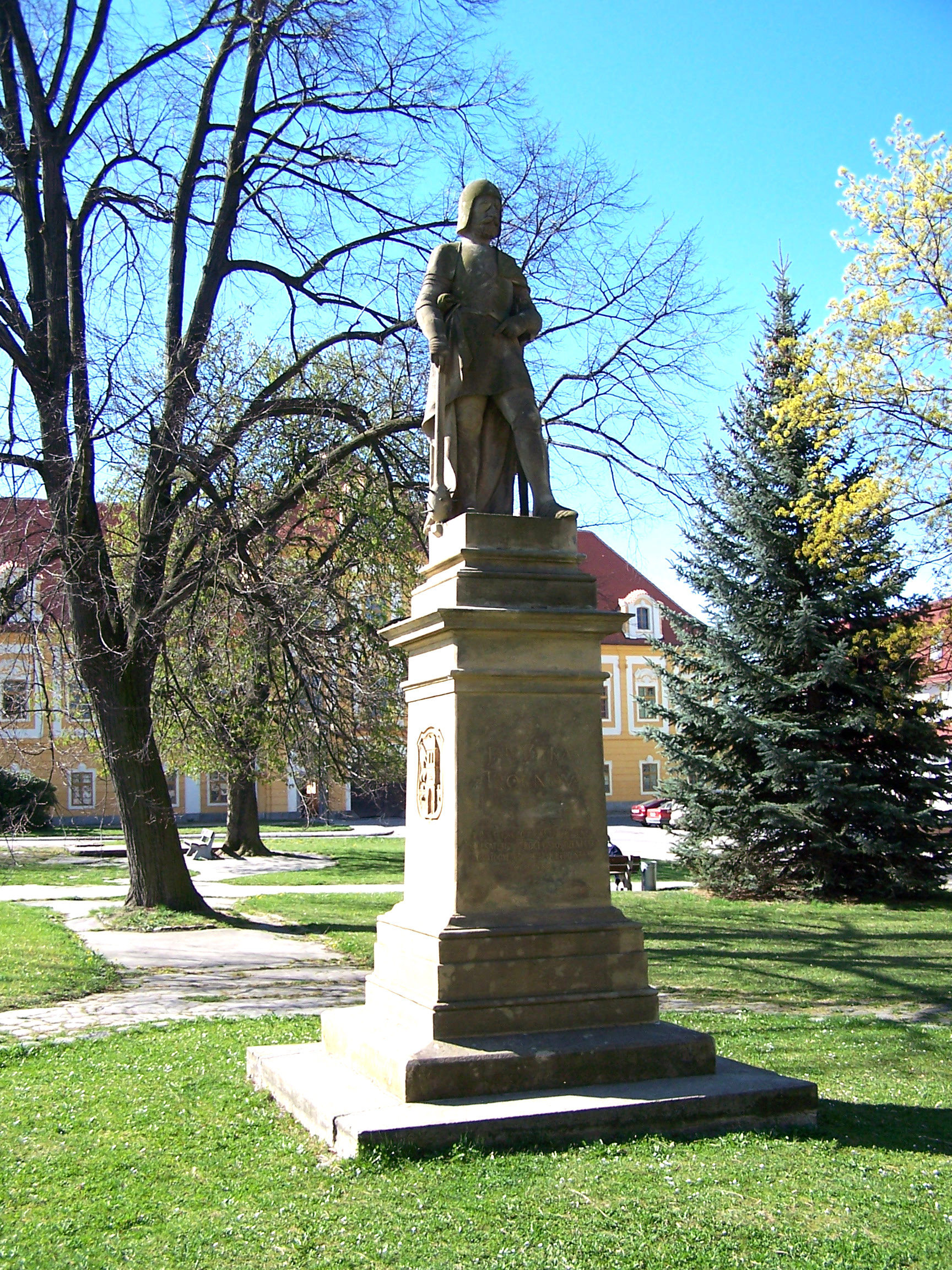
Socha Jana Žižky z Trocnova v parku na náměstí
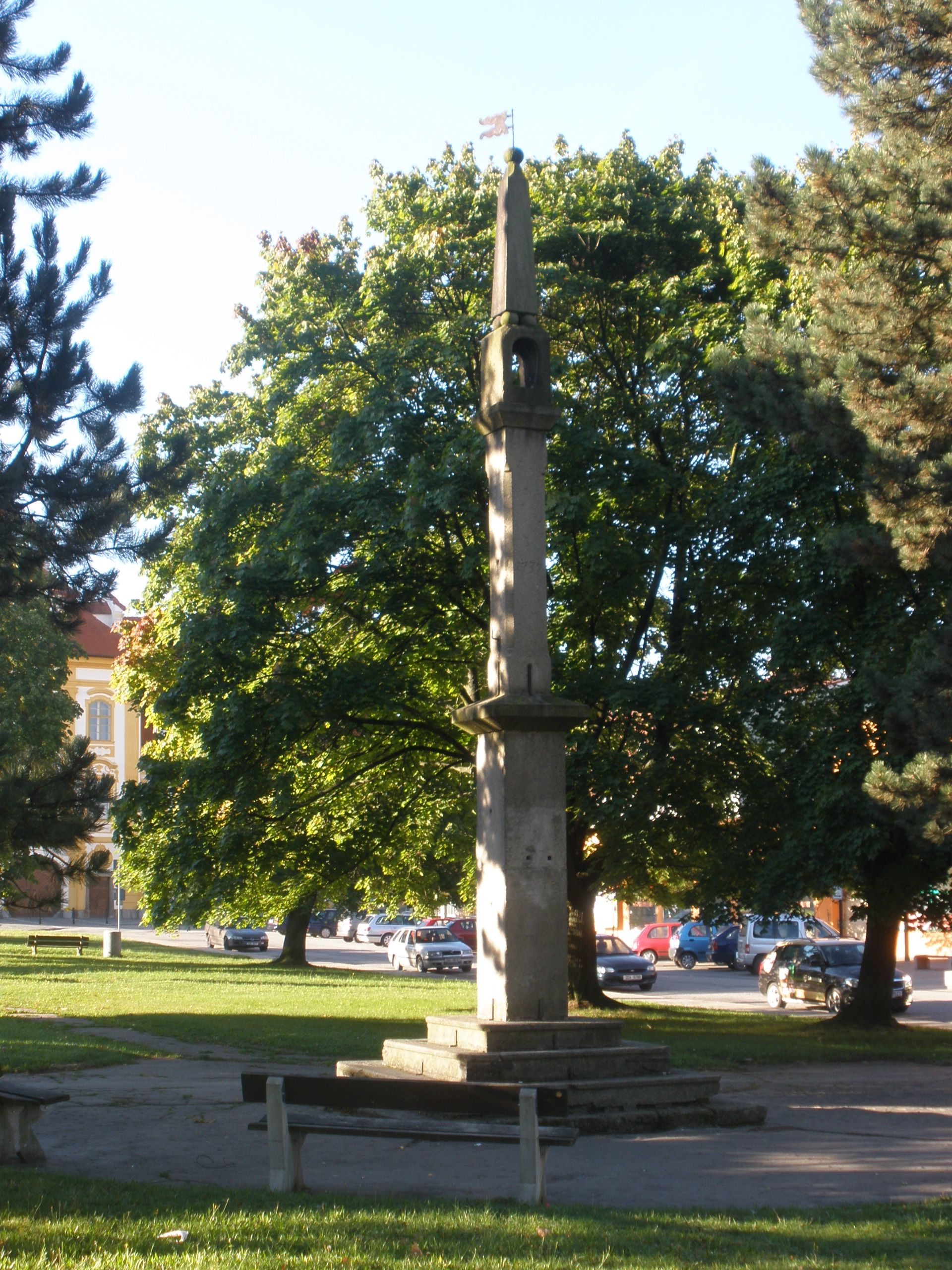
Kamenný pranýř na náměstí
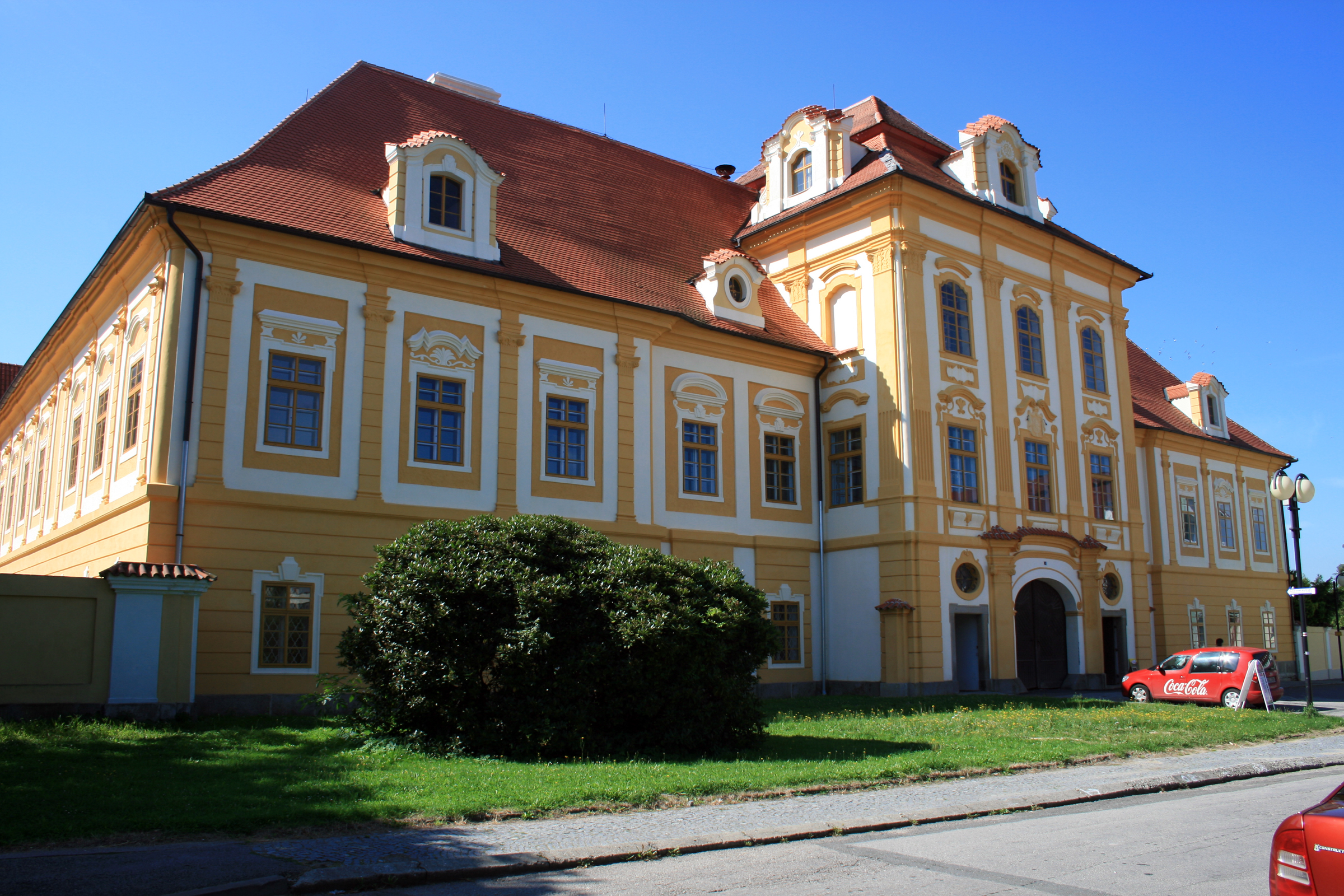
Zámek
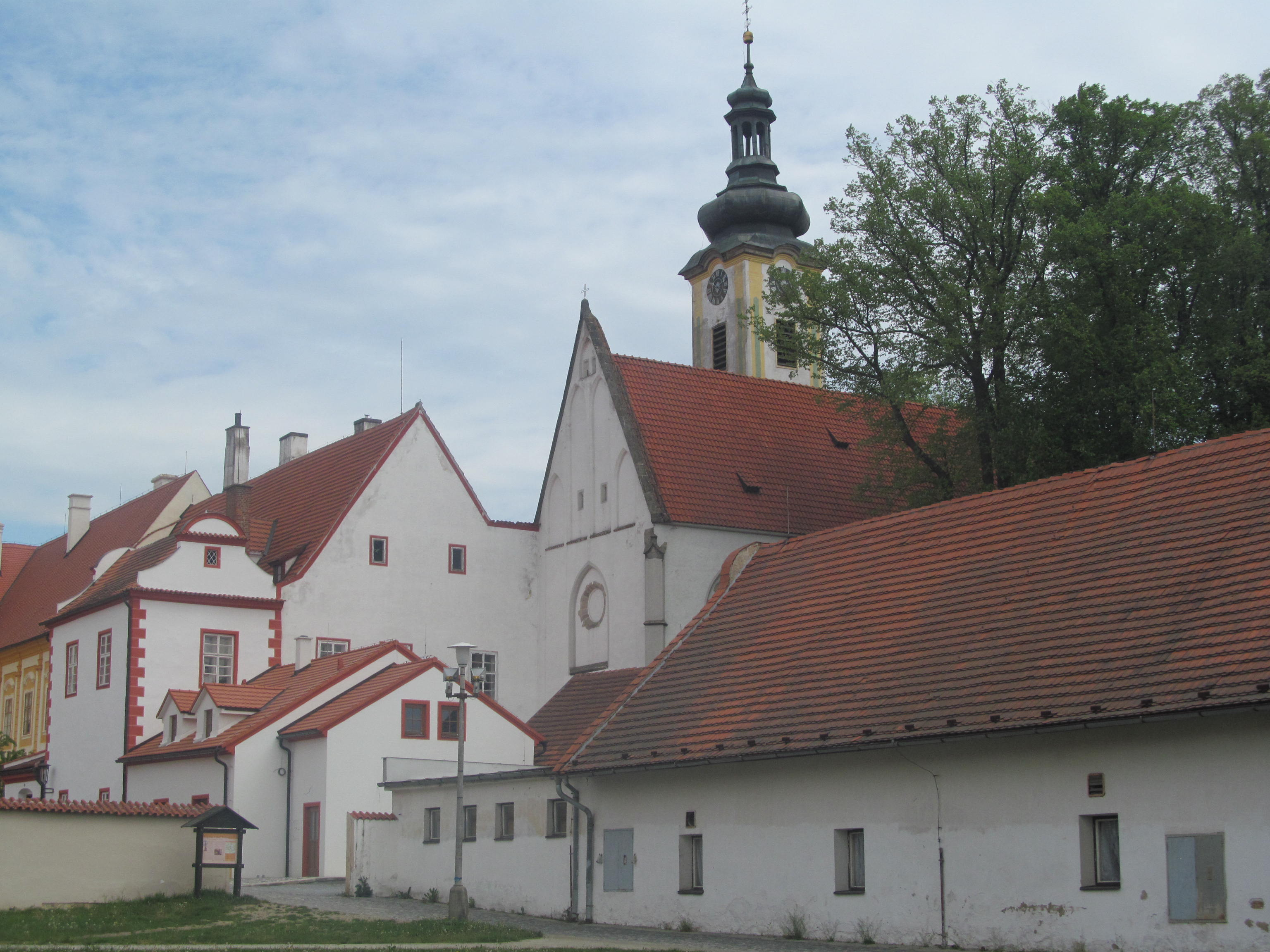
Nádvoří kláštera